# Крива Река (Чајетина)
Крива Река је насеље у Србији у општини Чајетина у Златиборском округу. Према попису из 2022. било је 1134 становника.
Овде се налазе ОШ „Миливоје Боровић” ИО Крива Река и Црква Свете Марине.

## Демографија
У насељу Крива Река живи 924 пунолетна становника, а просечна старост становништва износи 42,7 година (41,3 код мушкараца и 44,1 код жена). У насељу има 300 домаћинстава, а просечан број чланова по домаћинству је 3,78.
Ово насеље је великим делом насељено Србима (према попису из 2002. године), а у последња три пописа, примећен је пад у броју становника.
|  |

| Демографија | Демографија | Демографија |
| Година      | Становника  | Становника  |
| ----------- | ----------- | ----------- |
| 1948.       | 1.447       |             |
| 1953.       | 1.525       |             |
| 1961.       | 1.455       |             |
| 1971.       | 1.320       |             |
| 1981.       | 1.262       |             |
| 1991.       | 1.226       | 1.219       |
| 2002.       | 1.135       | 1.155       |

| Етнички састав према попису из 2002.‍ | Етнички састав према попису из 2002.‍ | Етнички састав према попису из 2002.‍ | Етнички састав према попису из 2002.‍ | Етнички састав према попису из 2002.‍ |
| ------------------------------------ | ------------------------------------ | ------------------------------------ | ------------------------------------ | ------------------------------------ |
|                                      |                                      |                                      |                                      |                                      |
| Срби                                 | Срби                                 |                                      | 1.134                                | 99,91%                               |
| Македонци                            | Македонци                            |                                      | 1                                    | 0,08%                                |
| непознато                            | непознато                            |                                      | 0                                    | 0,0%                                 |

| Година пописа     | 1948. | 1953. | 1961. | 1971. | 1981. | 1991. | 2002. |
| ----------------- | ----- | ----- | ----- | ----- | ----- | ----- | ----- |
| Број домаћинстава | 256   | 268   | 282   | 283   | 287   | 305   | 300   |

| Број чланова      | 1  | 2  | 3  | 4  | 5  | 6  | 7  | 8 | 9 | 10 и више | Просек |
| ----------------- | -- | -- | -- | -- | -- | -- | -- | - | - | --------- | ------ |
| Број домаћинстава | 41 | 59 | 44 | 55 | 31 | 41 | 21 | 3 | 1 | 4         | 3,78   |

| Пол    | Укупно | Неожењен/Неудата | Ожењен/Удата | Удовац/Удовица | Разведен/Разведена | Непознато |
| ------ | ------ | ---------------- | ------------ | -------------- | ------------------ | --------- |
| Мушки  | 495    | 143              | 324          | 18             | 9                  | 1         |
| Женски | 471    | 65               | 324          | 77             | 4                  | 1         |
| УКУПНО | 966    | 208              | 648          | 95             | 13                 | 2         |

| Пол    | Укупно                    | Пољопривреда, лов и шумарство | Рибарство                            | Вађење руде и камена | Прерађивачка индустрија       |
| ------ | ------------------------- | ----------------------------- | ------------------------------------ | -------------------- | ----------------------------- |
| Мушки  | 309                       | 162                           | 0                                    | 1                    | 61                            |
| Женски | 159                       | 93                            | 0                                    | 0                    | 12                            |
| УКУПНО | 468                       | 255                           | 0                                    | 1                    | 73                            |
| Пол    | Производња и снабдевање   | Грађевинарство                | Трговина                             | Хотели и ресторани   | Саобраћај, складиштење и везе |
| Мушки  | 6                         | 10                            | 20                                   | 15                   | 16                            |
| Женски | 0                         | 1                             | 21                                   | 10                   | 2                             |
| УКУПНО | 6                         | 11                            | 41                                   | 25                   | 18                            |
| Пол    | Финансијско посредовање   | Некретнине                    | Државна управа и одбрана             | Образовање           | Здравствени и социјални рад   |
| Мушки  | 0                         | 0                             | 3                                    | 5                    | 6                             |
| Женски | 0                         | 2                             | 0                                    | 4                    | 13                            |
| УКУПНО | 0                         | 2                             | 3                                    | 9                    | 19                            |
| Пол    | Остале услужне активности | Приватна домаћинства          | Екстериторијалне организације и тела | Непознато            | Непознато                     |
| Мушки  | 1                         | 0                             | 0                                    | 3                    | 3                             |
| Женски | 0                         | 0                             | 0                                    | 1                    | 1                             |
| УКУПНО | 1                         | 0                             | 0                                    | 4                    | 4                             |